# La Promesse de l'ombre
Ne doit pas être confondu avec Les Promesses de l'ombre ou La Promesse de l'aube.
La Promesse de l'ombre (titre japonais : Daisan no onna) est un roman policier de Shizuko Natsuki paru en 1978. Il est publié en France en 1988 par la Librairie des Champs-Élysées, coll. « Le Masque » no 1959  (ISBN 9782702418994), avec une traduction d'Hélène Narbonne.
Le roman a reçu le prix du roman d'aventures en 1989.
Ce roman japonais, dont le début du récit se déroule en France, évoque un pacte criminel consistant en un « échange de meurtres ». L'action se déroule essentiellement à Fukuoka et à Hakone.

## Notoriété
Le roman a reçu le prix du roman d'aventures en 1989.

## Personnages principaux
- Auteurs du pacte criminel
  - Kohei Daigo : jeune professeur d'université japonais.
  - Fumiko Samejima : jeune japonaise.

- Victimes du pacte criminel
  - Akishige Yoshimi : professeur d'université japonais.
  - Midori Nagahara : 27 ans, pianiste et concertiste japonaise.

- Policiers
  - Masao Furukawa : policier chargé de l’enquête sur le meurtre d'Akishige Yoshimi.
  - Kazuo Éda : policier chargé de l’enquête sur le meurtre de Midori Nagahara.

- Autres personnages
  - Shihoko Daigo : épouse neutre et effacée de Kohei Daigo.
  - Midriya Kume : homme dont la mort est mystérieuse (suicide ? meurtre ?).
  - Yuko Kume : épouse de Midriya Kume.
  - Akane Nagahara : sœur de Midori Nagahara.

## Résumé
Le récit est composé de 14 chapitres et d'une postface.
Une soir d'octobre, dans un hôtel situé à Barbizon, non loin de la forêt de Fontainebleau, une panne d'électricité vient de plonger l'hôtel dans le noir. Kohei Daigo, venu en France assister à un colloque, se rend dans la bibliothèque et y rencontre une Japonaise. Sans pouvoir voir leurs visages respectifs, la Japonaise (dont elle lui dira qu'elle s'appelle « Fumiko Samejima ») lui apprend que son rêve secret est, depuis deux ans, de tuer une certaine Midori Nagahara qui a tué l'homme que Fumiko aimait. Pour sa part Kohei Daigo lui confie que lui-aussi a envie de tuer son patron, le professeur d'université Akishige Yoshimi, qui a truqué des résultats concernant des biscuits. Les composants de ces biscuits contenaient de l'aflatoxine et leur consommation avait entraîné la mort de dizaines d'enfants. Malgré la présence de ce produit cancérogène, Akishige Yoshimi a fait en sorte que lui-même et le fabricant soient dédouanés de toutes poursuites. Les deux Japonais se séparent avant que la lumière soit revenue (chapitre 1er).
De retour à l'Université de Kyūshū à Fukuoka, Kohei Daigo retrouve son épouse, ses deux filles, mais surtout son supérieur Akishige Yoshimi qui le pousse à accepter une mutation-sanction en Alaska. Kohei Daigo comprend que Yoshimi veut se débarrasser de lui et écarter un témoin gênant. Les effets néfastes de l'aflatoxine sur les jeunes consommateurs, dont l'un vient justement mourir d'un cancer foudroyant, sont évidents. Quelques semaines après son retour, une femme contacte une agence immobilière pour faire croire que Kohei Daigo cherche à acheter une maison secondaire. Un vendredi du mois de janvier, Kohei est ainsi contacté par l'agence immobilière pour visiter une maison. Interloqué, il se rend au rendez-vous et joue le jeu. Le lendemain, samedi, il est attiré dans la bibliothèque municipale de la ville : là encore, personne ne se présente. Quand Kohei Daigo rentre chez lui le samedi soir, il apprend qu'Akishige Yoshimi vient de mourir dans des circonstances étranges, sans doute empoisonné (chapitres 2 et 3).
L'inspecteur Masao Furukawa, chargé de l’enquête sur la mort de Yoshimi, interroge l'entourage de ce dernier et apprend très vite l'opposition professionnelle et éthique entre la victime et Kohei. Yoshimi avait été vu le vendredi à un cocktail avec une femme mystérieuse, et la femme avait encore été vue près du domicile du professeur d'université le samedi peu avant son assassinat. Or Kohei dispose de deux alibis inattaquables à ces deux moments. Kohei comprend que les deux alibis lui ont été donnés par la meurtrière, et sans doute par Fumiko Samejima qu'il avait rencontrée quelques semaines auparavant à Barbizon. Par la suite il reçoit une carte postale publicitaire concernant un hôtel situé à Hakone : il comprend que c'est une invitation pour s'y rendre. Arrivé sur les lieux, il réalise que c'est là que réside une certaine Midori Nagahara, citée par Fumiko Samejima. Ainsi on lui propose implicitement de procéder à un échange de meurtres : maintenant que Fumiko Samejima a tué Akishige Yoshimi, il lui incombe de tuer Midori Nagahara (chapitres 4 et 5).
Kohei Daigo enquête sur la vie professionnelle et personnelle de Midori ; il rencontre une dénommée Fumiko Sarune, sans qu'il puisse déterminer si c'est la Fumiko Samejima qu'il avait croisée à Barbizon. Il met au point un plan : embaucher Midori pour de prétendues leçons de piano données à un enfant (chapitres 6 et 7).
Kohei Daigo tente de découvrir qui est Fumiko Samejima, dont il n'avait pas vu le visage. Il écarte Fumiko Sarune et suppose que c'est la veuve de monsieur Kume, qui était mort mystérieusement deux ans auparavant et dont Midori avait été soupçonnée du meurtre. Il se rend au domicile de Yuko Kume et lui laisse un exemplaire d'un magazine professionnel concernant la nutrition, son domaine d'activité professionnelle. Puis il prépare son agression contre Midori. Une première tentative de meurtre, mal préparée, échoue en raison d'un changement de trajet de Midori. Une seconde tentative effectuée quelques semaines plus tard en avril est une réussite : Kohei tue facilement Midori en l'étranglant avec un bas de nylon (chapitres 8 et 9).
L'inspecteur Eda enquête sur la mort par étranglement de Midori. Son collègue Furukawa sur l'empoisonnement de Yoshimi. Les deux policiers unissent leurs efforts. Kohei Daigo craint que les policiers ne remontent jusqu'à lui. Son idée fixe est de retrouver Fumiko Samejima : après avoir écarté Fumiko Sarune, il écarte aussi Yuko Kume. En fin de compte, il envient à acquérir la certitude que Fumiko est Akane, la propre sœur de Midori. Il donne un rendez-vous à la jeune femme. Lors du rendez-vous dans un lieu isolé, ils s'embrassent et font l’amour. Mais Kohei Daigo remarque qu'Akane n'a pas les oreilles percées et ne porte pas de boucles d'oreilles, alors que « sa Fumiko » en portait. Akune lui révèle que Fumiko n'était autre que Midori elle-même. C'est Midori qu'il avait rencontrée à Barbizon, et c'est elle qui avait proposé le pacte criminel. Elle voulait se suicider et avait choisi en Kohei Daigo son propre bourreau, tout en donnant un alibi à Yuko Kume (chapitres 10 à 14).
Les policiers ont découvert que Midori et Kohei Daigo avaient séjourné tous deux en France en octobre précédent, et les charges contre Kohei Daigo s'accumulent. Ils se décident à l'interpeller. Toutefois Kohei Daigo vient de quitter le Japon : il se rend à Barbizon pour retrouver l'atmosphère inoubliable de l'automne précédent et pleurer sur la femme dont il était tombé amoureux et qu'il a tuée (postface).

## Autour du roman
- L'Inconnu du Nord-Express (1950), l'un des premiers romans évoquant un « échange de meurtres ».
- La nouvelle Mademoiselle Perle de Guy de Maupassant est évoquée dans le premier chapitre du roman.